# João Luís Alves
João Luís Alves (Juiz de Fora, 23 de maio de 1870 — Paris, 15 de novembro de 1925) foi um jurista, escritor e político brasileiro, membro da cadeira 11 da Academia Brasileira de Letras.

## História

Com Artur Bernardes e outros ministros de Estado (fotografia sob a guarda do Arquivo Nacional).

Filho do dr. João Luís Alves e de Antonina Barbosa Alves, foi para o Rio de Janeiro com onze anos de idade, onde completou os seus estudos preparatórios.  Matriculou-se na Faculdade de Direito de São Paulo em 1885, concluindo o curso em 1889.
Regressou a Minas Gerais, onde foi nomeado promotor público e curador de órfãos da comarca de Rio Verde (1890 - 1891). Posteriormente, foi juiz municipal e de órfãos de Campanha e de Alfenas e professor. Prefeito de Campanha (1898-1900), deputado estadual e, em 1903, deputado federal. Em 1908 foi eleito senador pelo Espírito Santo, para a vaga de Cleto Nunes Pereira, que havia falecido. Foi reeleito no ano seguinte, cargo que ocupou até 1918.
Foi Ministro da Justiça e Negócios Interiores no governo Artur Bernardes. Em 1924 foi nomeado ministro do Supremo Tribunal Federal. Por motivo de seu precário estado de saúde, teve que afastar-se de suas funções no STF e buscar tratamento em Paris, onde faleceu.
Foi membro do Instituto dos Advogados do Brasil e do Instituto Histórico e Geográfico Brasileiro.

## Obras literárias
- O estado de guerra e o estado de sítio (1907);
- Código Civil da República dos Estados Unidos do Brasil, anotado, 2 vols. (1923);
- Trabalhos parlamentares (1923).

## Academia Brasileira de Letras
Foi eleito para a Academia Brasileira de Letras em 20 de setembro de 1923, para a cadeira 11, sucedendo a Eduardo Ramos, e foi recebido em 6 de novembro de 1923 pelo acadêmico Augusto de Lima.